# Valonci
Valonci su frankofonski narod u Belgiji, odnosno pokrajini Valoniji.  Naziv potječe od staronjemačke riječi walhaz kojom su germanska plemena označavala strane narode.  Valonaca u Belgiji ima oko 3,4 milijuna i čine 32,5 posto ukupnog stanovništva.  Gotovo svi žive u Valoniji; frankofoni stanovnici Bruxellesa se uglavnom ne smatraju Valoncima.  
Nakon osnivanja Belgije 1830. dominirali su političkim i ekonomskim životom države. Opadanjem valonske teške industrije i rudarstva, tijekom dvadesetog stoljeća, težište industrije i moći se preselilo u Flandriju, tako da zemljom danas dominiraju Flamanci.